# Premi Nacional a la Projecció Social de la Llengua Catalana
El Premi Nacional a la Projecció Social de la Llengua Catalana formà part dels Premis Nacionals de Cultura i era concedit anualment per la Generalitat de Catalunya, reconeixent la trajectòria professionals de cada guardonat en la seva categoria i amb una dotació de 18.000 euros.
El premi era designat per un jurat encapçalat pel Conseller de Cultura i era atorgat en una cerimònia realitzada entre els mesos de setembre i octubre presidida pel President de la Generalitat, conjuntament amb la resta de Premis Nacionals de Cultura. A principis d'abril de 2013 es va fer públic que el Govern de la Generalitat de Catalunya reduïa els premis Nacionals de Cultura de 16 a 10 guardonats, i n'abolia les categories, creant un sol guardó de Premi Nacional de Cultura, amb la intenció de "tallar el creixement il·limitat de categories".

## Guanyadors
Des del 1995 el Premi Nacional a la Projecció Social de la Llengua Catalana s'ha atorgat a:
- 1995 — Joan Coromines i Vigneaux
- 1996 — Institut d'Estudis Catalans
- 1997 — Joaquim Maria Puyal i Ortiga
- 1998 — Edicions Primera Plana
- 1999 — SEAT
- 2000 — Caprabo
- 2001 — Ona Catalana i RAC1
- 2002 — Diari Avui
- 2003 — Diari El 9 Esportiu de Catalunya
- 2004 — Revista Enderrock
- 2005 — Softcatalà
- 2006 — Escola Valenciana
- 2007 — Associació de Juristes en Defensa de la Llengua Pròpia
- 2008 — Plataforma per la Llengua
- 2009 — Octavi Serret Guàrdia
- 2010 — El Punt
- 2011 — Cavall Fort[3]
- 2012 — Òmnium Cultural[4]